# John Henry Manley
John Henry Manley (Harvard, Illinois, 21 de julho de 1907 — 11 de junho de 1990) foi um físico americano que trabalhou com Robert Oppenheimer na Universidade da Califórnia em Berkeley antes de se tornar um líder de grupo durante o Projeto Manhattan.
Nasceu em 1907 em Harvard, Illinois. Formou-se como um bacharel pela Universidade de Illinois em 1929 e recebeu seu doutorado em física pela Universidade de Michigan 1934. Era professor da Universidade Columbia e, mais tarde professor da Universidade de Illinois de 1937 até 1942. Casou-se com Kathleen, e teve duas filhas: Kim Manley em Los Alamos, Novo México; e Kathleen Manley em Greeley, Colorado.
No momento em que a Segunda Guerra Mundial eclodiu, estava no Laboratório Metalúrgico da Universidade de Chicago. Seu amigo e colega Robert Oppenheimer realizou uma reunião com vários dos principais teóricos da Universidade da Califórnia em Berkeley em 1942. O tema do encontro era desenvolver planos preliminares para projetar e construir uma arma nuclear. Manley, um dos participantes, foi encarregado de conhecer mais sobre as propriedades dos nêutrons rápidos.
Menos de um ano mais tarde, o centro do projeto mudou para o Laboratório Nacional Los Alamos. Em 4 de abril de 1943, chegou ao laboratório. Passou seus primeiros dias em Los Alamos trabalhando com outros recém-chegados na construção de edifícios de laboratório. Também instalou um gerador de Cockcroft-Walton, que tinha trazido consigo de Urbana-Champaign. Durante a guerra, serviu como um dos principais assessores de Oppenheimer, com especial responsabilidade pela gestão do laboratório.
Após a guerra, deixou Los Alamos para servir como secretário-executivo do comitê consultivo geral para a Comissão de Energia Atômica (AEC), a agência federal encarregada de gerenciar ativos atômicos do país. Depois de deixar o AEC, retornou a Los Alamos como assistente de direção à pesquisa. De 1951 a 1957, lecionou física na Universidade de Washington. Aposentou-se em 1974, e morreu em 1990 em Los Alamos aos 82 anos.